# Бацбијци
Бацбијци, такође Бацби или Баци (рус. бацбийцы []; енгл. Bats, Batsbi; бацб. ба́цби [] (једнина), бацав [] множина); груз. ბაცი [batsi), народ су из североисточне грузијске области Тушетије. Говоре бацбијским језиком који припада нахској грани североисточнокавкаске породице језика. Бацбијци у Грузији су народ који припада групи мањинских народа који живе на том подручју.

## Име и језик
Како је познато они сами себе називају бацба нах (batsba nah). Сусједни народи, који говоре сродне нахске језике (Ингуши и Чечени), познају их под истим именом. Људи који говоре картвелске језике (грузијски, свански, језике занске групе мегрелски и ласки) познају Бацбијце као цова-тушане, а Дидојци их називају и цув-ак.
Бацбијски језик припада групи нахских језика који представља подгрупу кавкаских језика. У бацбијском језику не постоје дијалекти, као ни писани језик, па у недостатку истог користе грузијски језик као њихов књижевни језик.

## Станиште
До средине 19. вијека Бацбијци су живили у Тушетији, планинском подручју северозападне Грузије. Припадници овог народа су у Тушетији насељавали четири бацбијска насеља: Сагирта, Отелта, Мозарта и Индурта. Касније су се населили на подручје Кахетије, у селу Земо-Алвани, где и даље живе. Административно су они дио Ахметског округа у Грузији. У Тбилисију и другим већим градовима у Грузији постоје неке породице Бацбијаца.

## Становништво и антропологија
Нема тачних података о тачној популацији Бацбијаца. Ниједан попис становништва у Совјетском Савезу их није сматрао посебним народом, већ су сви сматрани као припаднике Грузина. Према колекцији изнесени у писаним подацима „Језици народа СССР-а” („The Languages of the Peoples of the USSR”), која је, заправо, била заснована на налазима експедиција шездесетих година прошлог вијека, број припадника овог народа се креће од 2.500 до 3.000. С обзиром на тенденцију асимилације, број је вероватно опао од тада.
Антрополошка истраживања показују да су Бацбијци или Цова-тушинци ближи Чагма-тушинцима, држећи посредничку везу између Чагма-тушинаца и чеченских Киста.

## Религија
Бацбијци су хришћани. Први записи хришћанства у Тушетији датирају из 16. вијека, иако се стварна конверзија, по неким мишљењима могла догодити неколико вијекова раније. Хришћанство се проширило из Тушетије преко Бацбијаца према Чеченима и Ингушима. Снага њихове вјере манифестовала се у низу вјерских ратова против, како су их називали, „не вјерника”, тј. становништво на простору Дагестана, који су припадници исламске вјероисповјести, као и снажно противљење исламистичкој политици на некадашњем простору Персије, а данас Ирана у 18. вијеку.

## Поријекло
Иако је призната чињеница да бацбијски језик припада групи нахских језика, не постоји усаглашен одговор на питање о етничком поријеклу Бацбијаца. Постоје бројна мишљења, али због недостатка историјског, етнографског и антрополошког материјала нико не може са сигурношћу дати тачан одговор на ово питање које би било универзално и широко прихаћено. Постоје двије области расправа, прва је област у којој се поставља питање да ли су први становници нахски народи или стара грузијскиа племена, а друга област у којој постоји неслагање је питање одакле потичу Бацбијци. Вијековима у Тушетији су се налазиле двије заједнице, једна која говори нахским језиком (Бацбијци или Цова-тушинци), а друга заједница су стара грузијска племена (Чагма-тушинци). Опште име за њих је Тушинци. Они су формирали једну јединствену материјалну и интелектуалну јединицу са старогрузијским елементима као преовлађујућим.
Постоје подаци да су потомци старогрузијских паганских племена, чији су преци побјегли од хришћанства у Тушетију, сматрају се Тушима. Како се још наводи у планинама неки од бјегунаца су се одвојили од других старогрузијских племена и били у блиском контакту са племима Наха који су резултирали новом језичком јединицом.
Према другим подацима, постоји терија да су преци Бацбијаца припадници из племена чеченских Киста, који су се преселили на југ и постали изоловани од њихових племена. Имајући контакт са старим грузијским племенима, усвојили су њихову културу, али су задржали свој језик.

## Економија
Пре него што се преселили на равнице, Бацбијци су се бавили узгојем оваца. За узгој оваца били су неопходни велики планински пашњаци, који су уз плаћану накнаду Чеченима, били кориштени за те сврхе. Поред оваца, такође су гајили волове и коње. Обрађивање земље је било од малог значаја, али се ситуација промјенила у другој половини 19. вијека када су се Бацбијци преселили у равнице. До краја 19. вијека Бацбијци су већ користили вјештачко наводњавање и сасвим напредно ђубрење и пољопривредну опрему. Упркос томе што су се преселили у равницу, задржали су и узгој оваца као занимање, јер су добијени производи (сир и вуна) били главни извозни продукт овог народа. О трговини Бацбијаца постоје записи о трговачким односима са Француском и Енглеском, мада су углавном робу размијењивали са другим планинским народима у Грузији или са Ингушима и Чеченима. Такође, Бацбијска кувана тканина била је широко позната..

## Историја и образовање
Историјски записи говоре о тежњи Бацбијаца за образовањем. Образовање, као и народна традиција и културе били су уско повезани са одговарајућим грузијским институцијама, посебно са хришћанском црквом. Бацбијци сматрају да је Дмитриј Тискаршвили, који је рођен у 17. вијеку, њихов први интелектуалац. Образован је на семинарима у Телави и Тбилисију, а касније у новооснованом Санкт Петербургу. До 18. или 19. вијека већ је било неколико универзитетских дипломаца. Година 1864. године означила је почетак националне едукације за Бацбијце са отварањем основне школе у селу Земо Алвани. Језици које се користе у настави су грузијски језик и руски језик, а међу предметима који су предавани су библијска историја, аритметика и гимнастика. Овај покрет према образовању није био случај са другим народма..
Крајем 19. вијека националистичке и сепаратистичке идеје почеле су да се шире кроз друштво Бацбијаца, међутим њихов друштвени покрет се одвијао у границама поремећаја у Грузији и целом Кавказу. Промјене у централној влади 1917. године довеле су до периода конфузије који траје деценијама. Национални покрет за независност су се суочили са двије империјалистичке силе, и то са присталицама Денкинове Бијеле гарде и са бољшевичком Црвеном армијом. Бацбијци су успјешно одбили напада Бијеле гарде, али не и напад припадника Црвене 11. армије. Совјетска власт успостављена је у Тушетији крајем 1920. године, а регион је 30. децембра 1922. прикључен Совјетском Савезу у оквиру Транскавкаске федерације. Совјетска власт је на крају тридесетих година коначно успјешно учвршћена над Бацбијцима, увођењем колективизације, као и пратеће ликвидације свих националиста.
Прве велике промјене у националном развоју Бацбијаца настале су као резултат њихове селидбе у равнице средином 19. вијека. Нови услови довели су до новог начина живота и промјена у економији припадника овог народа. Грузијски језик и култура постали су важнији. У планинама Бацбијци су живили у складу са обичајним законима и националним традицијама. Постојала је тенденција усвајања грузијског језика, али је та тенденција, поготову након успостављања совјетске владавине, постала још јача. Ово тенденција је испраћена и економском централизацијом. Као резултат тог утицаја, о судбини Бацбијаца се чешће одлучивало у канцеларијама у Москви и Тбилисију него у њиховим сопственим селима. Током седамдесетих година, само половина становника села Земо-Алвани могла је говорити матерњим језиком и чак се тада користила само код куће. Комуникација у главном је била на грузијском.
Поред свега наведеног, бацбијско друштво је све више губило своју културу урбанизацијом у периоду од 1950. и 1960. година. Мјешовити бракови су постали све чешћи и свакодневни, а живот и култура сада су у великој мјери погођени европском урбаном културом и совјетским обичајима.